# Kościół Matki Bożej Bolesnej w Radomiu
Kościół Matki Bożej Bolesnej w Radomiu – rzymskokatolicki kościół parafialny należący do parafii pod tym samym wezwaniem (dekanat Radom-Centrum diecezji radomskiej).
Poświęcenie placu pod budowę kościoła odbyło się w dniu 31 maja 1987 roku. Dzięki staraniom księdza Jerzego Szpytmy została wybudowana latem, w ciągu czterech miesięcy, tymczasowa drewniana świątynia, która została poświęcona przez biskupa Edwarda Materskiego w dniu 4 października 1987 roku. Budowa murowanego kościoła rozpoczęła się w kwietniu 2001 roku.